# Saint-Jean-de-Védas
Saint-Jean-de-Védas là một xã thuộc tỉnh Hérault trong vùng Occitanie phía nam nước Pháp.